# Broome
Broome egy város Nyugat-Ausztráliában, az Indiai-óceán partján. Kimberley régió legnagyobb városa, lakosainak száma 14 660 fő (2021). A gyöngyhalászatáról ismert, de egyben turisztikai úti cél is.

## Elhelyezkedése, közlekedés
Ausztrália északnyugati partvidékén fekszik, a régió jelentős települése. A környezetében nagyobb város nincs. Perth légvonalban 1682 km, míg közúton 2223 km távolságra van. Broome-től északra 422 km-re Derby (Kimberley régió három városa közül a legkisebb), míg Port-Hedland 614 km-re délre van tőle.
Az ausztrál Highway 1 számú országút  (amely a kontinens partvonalát követi) a város közelében halad, így ezen keresztül dél felé Port-Hedland és Perth, míg észak felé Darwin is elérhető. A város kikötővel rendelkezik. 
Ausztrália északnyugati  részének regionális légi közlekedési központja. A repülőtere  (Broome International Airport, BIA) közvetlen járatokat biztosít több ausztrál városba.  Egész évben naponta kétszer indul közvetlen repülő járat Perthből, hetente háromszor van járat Darwin és Broome között, valamint szezonálisan Sydneyből és Melbourne-ből.  A repülővel történő orvosi szolgálat (RFDS) egyik bázisa is itt található. 

## Népesség
2021-ben a lakossága 14 660 fő volt, ez a 2006 évi 11 547 népességszámhoz képest növekedést jelentett.  A születési hely alapján 10 351-en Ausztráliában születtek, 431-en Angliában, 280-an Új-Zélandon, 219-en a Fülöp-szigeteken, 96-en Dél-Afrikában, 85-en pedig Kínában. A 15 éves vagy annál idősebb népesség körében 7 478 fő volt a munkaerőpiacon, akik közül 299 fő volt munkanélküliként nyilvántartva.
- Broome Australie
- Broome Shire Administration Centre
- Paspaley, Broome
- A japán temető

## Története

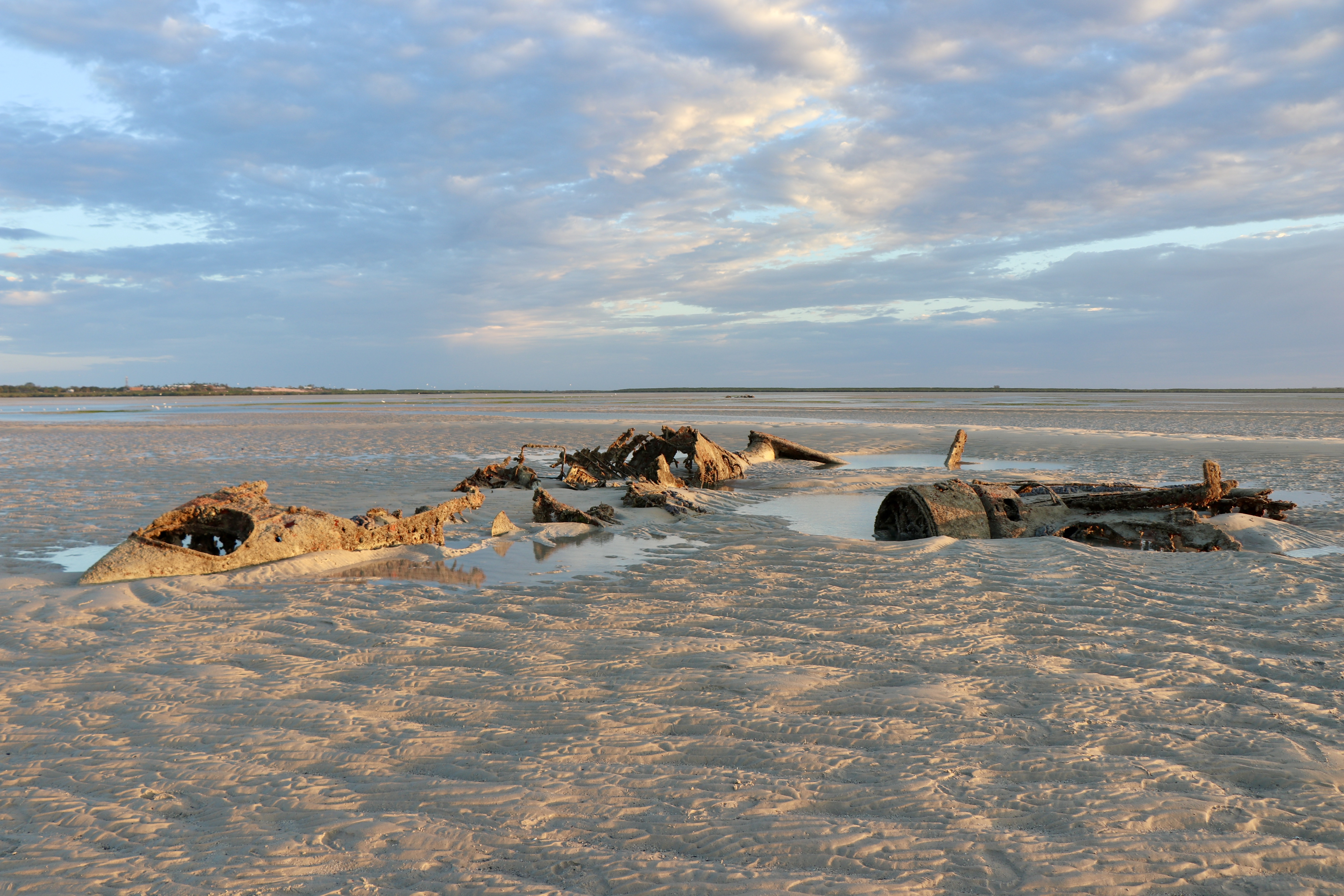
A part mentém a II. világháborúból megmaradt roncsok

Broome története örökre összefonódik a gyöngyhalászattal, jelenleg is ismert erről. Az európaiak érkezése előtt a Dampier-félszigeten az ott élő őslakosok csoportjai egymás között kereskedelmet folytattak. Az első európai, aki a feljegyzések szerint Broomenál partra szállt, William Dampier felfedező volt 1668-ban. Eleinte Broome lakosságát néhány fehér telepes alkotta. 1883. november 27-én várossá nyilvánították, és Nyugat-Ausztrália kormányzójáról, Sir Frederick Napier Broome-ról nevezték el. 
A 19. század második felében és a 20. század elején a gyöngyhalászati munkákhoz japán búvárokat toboroztak, illetve Malajziából, a Fülöp-szigetekről és az indonéziai Koepang szigetéről is érkeztek munkások. A gyöngyhalász flották tulajdonosai európaiak voltak, a boltosok többnyire kínaiak, a búvárok pedig japánok és őslakosok, a fedélzeti munkások és egyéb melósok pedig Ázsia más részeiről származtak. Ekkora a lakosság meghaladta a 4000 főt. A városban számos panzió, szerencsejáték-barlang és bordélyház létesült. Az első világháború alatt a gyöngykereskedelem megszűnt, és több száz tonna kagyló maradt raktárakban, ami  tönkrement. Az iparág a háború után folytatódott, azonban már nem nyerte vissza korábbi lendületét.
A második világháború alatt a gyöngyhalász flotta nagy részét felgyújtották, azért hogy ne kerülhessen az ellenség kézére. 1942. március 3-án a japánok légibombázást hajtottak végre Broome ellen, megsemmisítve az összes ott tartózkodó repülőt és hidroplánt. A mai Indonézia területéről 8000, főként holland menekült érkezett a japánok elől Broome-ba. Az eltalált repülő-hajók többségén  holland menekültek voltak, legalább 40 ember halt meg a támadásban. A mai napig néhány repülőgép roncsa apály idején látható a parton. Az 1950-es években felfedezett műanyag a gyöngykagylók iránti kereslet csökkenését jelentette.

## Gazdasága

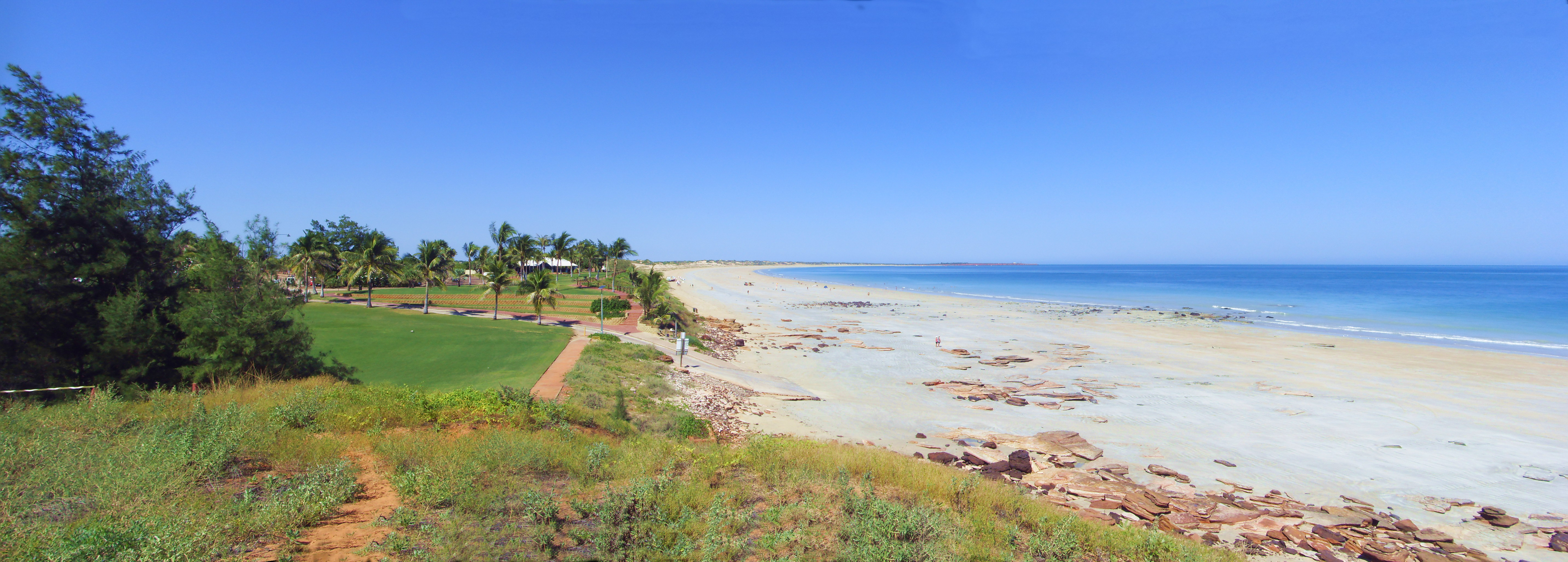
Cable Beach

Az 1950-es évektől tenyésztett gyöngyfarmokat hoztak létre a Broome-tól északra fekvő Kuri-öbölben, majd számos gyártó és kiskereskedelmi üzlet arra specializálódott, hogy ezeket az drágaköveket ékszerekké alakítsa. A mai napig a világ legjobb minőségű tenyésztett dél-tengeri gyöngyeinek többségét itt állítják elő.
Az 1980-as években Lord Alistair McAlpine angol üzletember befektetése által vált turisztikai célponttá. Állatkertet nyitott, és helyreállította Broome számos történelmi épületét, köztük a Sun Picture House-t. Megnyitotta a Cable Beach Club Resort nevű luxus üdülőhelyet is.
A város több modern kereskedelmi központtal is rendelkezik. A Centuria Broome Boulevard  a legnagyobb bevásárlóközpontja. Emellett ott van még a Paspaley Plaza bevásárlóközpont is, ami a kínai negyed szívében található. 
A városban több általános iskola és közép iskola is működik. A Notre Dame Australia Egyetemnek Broomeban kampusza van. 
A fejlesztések részeként Broome North (északi Bilingurr) kerület fejlesztési terve alapján egy 700 hektáros terülten 12 400 új lakos számára iskola, egy bevásárlóközpont, könnyűipari és turisztikai létesítmények készülnek.

### Kikötő
Broome kikötője létfontosságú szerepet játszott az északnyugati térség  fejlődésében. 1897-ben készült el a kb 900 méter hosszú rakpart. Korábban a West Australian Steam Navigation Company kéthetente közlekedő postagőzhajójával lehetett eljutni Perthbe vagy Darwinba.  A rakpart „tavaszi dagály kikötőként” szolgált, és a kereskedelmi hajók csak tavaszi dagálykor tudtak be- és kifutni a kikötőből. Apálykor a lapos fenekű hajók a sáros homokon pihentek.
A jelenlegi mélytengeri móló építése az Entrance Pointnál 1964-ben kezdődött, és hivatalosan 1966 júliusában nyílt meg. Az elmúlt évtizedekben a kikötő kereskedelme növekedett, jelentős fejlesztéseket hajtottak végre, mólóbővítést, valamint a móló víz- és üzemanyagellátásának, villamosenergia-kapacitásának, mólódaruinak korszerűsítését. A Browse-medence tengeri olaj- és gázfejlesztése szempontjából bírt jelentőséggel, mivel lehetővé tette a nagyobb óceánjárók kikötését is, ami előnyökkel járt a helyi gazdaság számára. A kikötő éves bevételének nagy része a tengeri olaj- és gáziparból, a szarvasmarha-exportból, a kőolajból és az általános rakományból származik.

### Cable Beach
1889-ben Ausztráliát Jávával egy tenger alatti távírókábellel kötötték össze, amelyen keresztül megvalósult Nyugat-Ausztrália és Európa közötti kábel-összeköttetés.  1914-ig működött. A Cable Beach neve innen ered (cable jelentése kábel), ami ma Broome egyik üdülőhelyének számító része (a Cable Beach Club Resort & Spa komplexum is itt található), továbbá egy homokos tengerparti sáv neve egyben.  A homokos partszakasz 22 kilométer hosszú.